# Paraplectana duodecimmaculata
Paraplectana duodecimmaculata är en spindelart som beskrevs av Simon 1897. Paraplectana duodecimmaculata ingår i släktet Paraplectana och familjen hjulspindlar. Inga underarter finns listade i Catalogue of Life.